# Ельжбетув (Каліський повіт)
Ельжбетув (пол. Elżbietów) — село в Польщі, у гміні Мицелін Каліського повіту Великопольського воєводства.
У 1975-1998 роках село належало до Каліського воєводства.